# Amanda Kurtović
Amanda Maria Kurtović (* 25. Juli 1991 in Karlskrona, Schweden) ist eine norwegische Handballspielerin.

## Werdegang
Kurtović spielte bis zum Jahr 2007 bei Sandefjord TIF. Anschließend schloss sich die Linkshänderin dem norwegischen Erstligisten Nordstrand an, der von ihrem Vater Marinko trainiert wurde. Im Jahr 2010 unterzeichnete die Rückraumspielerin einen Vertrag bei Larvik HK, schloss sich jedoch noch vor Saisonbeginn dem Ligarivalen Byåsen IL an. Nach einer halben Saison wechselte sie schließlich am 27. Januar 2011 zu Larvik HK. Mit Larvik gewann sie 2011 und 2012 die Meisterschaft, sowie 2011 die EHF Champions League. Ab dem Sommer 2012 stand sie beim dänischen Verein Viborg HK unter Vertrag. Im August 2012 verletzte sich Kurtović an ihrer Schulter und kehrte erst im Januar 2013 in den Kader von Viborg HK zurück. Als Kurtović im April 2013 wieder unter Schulterschmerzen litt, musste sie den Rest der Saison 2012/13 aussetzen. Mit Viborg gewann sie 2014 den Europapokal der Pokalsieger sowie die dänische Meisterschaft. In der Saison 2014/15 lief sie für den norwegischen Erstligisten Oppsal IF auf. Anschließend kehrte sie zu Larvik HK zurück. Mit Larvik gewann sie 2016 und 2017 die Meisterschaft.
Ab Juli 2017 stand Kurtović beim rumänischen Erstligisten CSM Bukarest unter Vertrag. Mit CSM Bukarest gewann sie 2018 die rumänische Meisterschaft sowie 2018 und 2019 den rumänischen Pokal. Im Sommer 2019 wechselte sie zum ungarischen Verein Győri ETO KC. Ab Januar 2021 war sie am türkischen Verein Kastamonu Belediyesi GSK ausgeliehen. Mit Kastamonu Belediyesi gewann sie 2021 die türkische Meisterschaft. In der Saison 2021/22 stand sie beim rumänischen Erstligisten HC Dunărea Brăila unter Vertrag. Anschließend kehrte Kurtović nach Larvik zurück. Aufgrund ihrer ersten Schwangerschaft pausierte sie die komplette Saison 2023/24.
Kurtović absolvierte bislang 118 Partien für die norwegische Nationalmannschaft, in denen sie 291 Treffer erzielte. Bei der Weltmeisterschaft 2011 in Brasilien gewann sie den WM-Titel. Im Sommer 2012 nahm sie an den Olympischen Spielen in London teil, wo sie die Goldmedaille gewann. 2015 errang sie ihren zweiten WM-Titel. Bei den Olympischen Spielen 2016 in Rio de Janeiro gewann sie die Bronzemedaille. Bei der Europameisterschaft 2016 in Schweden gewann sie die Goldmedaille. Ein Jahr später gewann sie die Silbermedaille bei der Weltmeisterschaft in Deutschland.
Mit der norwegischen Juniorenauswahl gewann Kurtović die U-19-Europameisterschaft 2009. Im Finale war sie mit zehn Treffern die torgefährlichste Spielerin.

## Sonstiges
Kurtović ist mit dem norwegischen Eishockeyspieler Brede Frettem Csiszar verlobt.